# Сен-Клеман-де-Бален
Сен-Клема́н-де-Бале́н (фр. Saint-Clément-des-Baleines) — коммуна во Франции, находится в регионе Пуату — Шаранта, на западной конечности острова Ре. Департамент коммуны — Приморская Шаранта. Входит в состав кантона Арс-ан-Ре. Округ коммуны — Ла-Рошель.
Код INSEE коммуны — 17318.

## Население
Население коммуны на 2010 год составляло 720 человек.
| 1962 | 1968 | 1975 | 1982 | 1990 | 1999 | 2010 |
| ---- | ---- | ---- | ---- | ---- | ---- | ---- |
| 439  | 490  | 480  | 516  | 607  | 731  | 720  |

## Ссылки

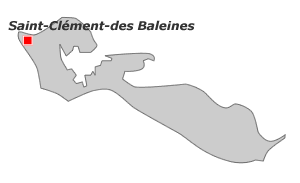
Местоположение коммуны на острове Ре